# شهرستان براون (اوهایو)
شهرستان براون، اوهایو (به انگلیسی: Brown County, Ohio) یک سکونتگاه مسکونی در ایالات متحده آمریکا است که در اوهایو واقع شده‌است.